# Susanne Henry

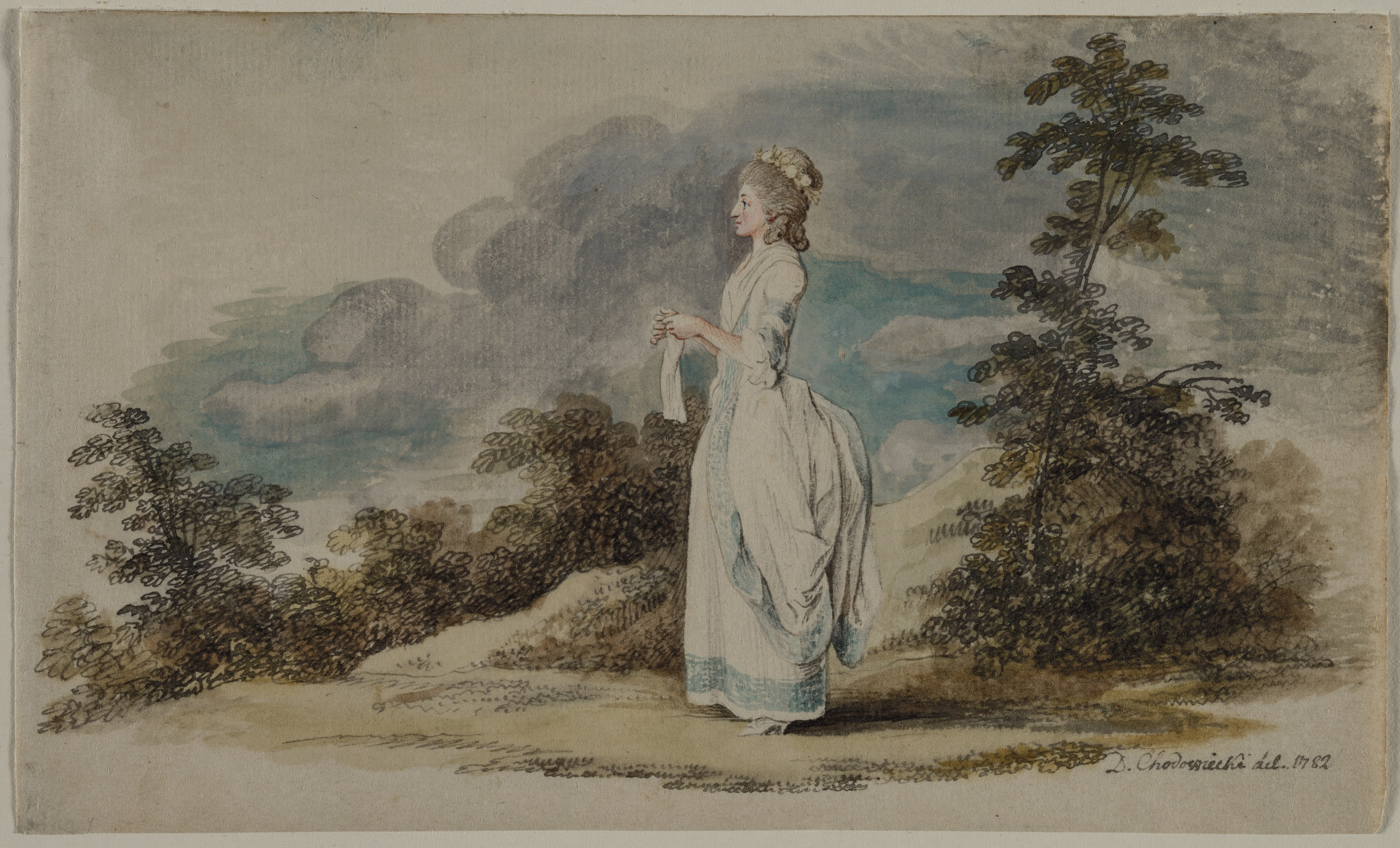
Daniel Chodowiecki: Susanne

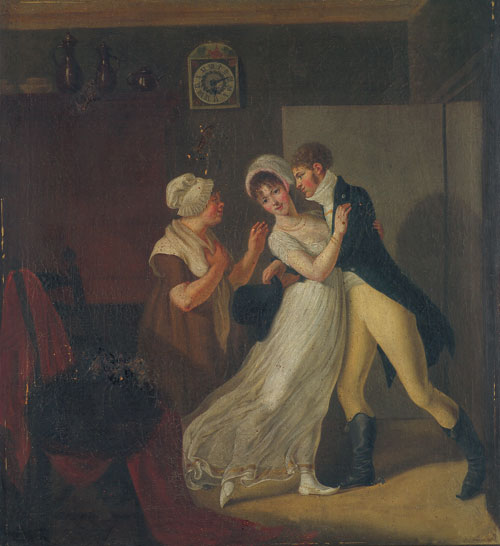
Susanne Henry: Zuchtlose Liebe

Susanne Henry, geb. Chodowiecki (geboren am 26. Juli 1763 in Berlin; gestorben am 27. März 1819 ebenda) war eine deutsche Porträt- und Genremalerin. 

## Leben
Susanne oder auch Suzette Chodowiecki war die Tochter des populären, französisch-reformierten Kupferstechers Daniel Chodowiecki, von dem sie ihre künstlerische Frühausbildung erhielt. Ihre Mutter Jeanne Barez (1728–1785) stammte aus der französischen Hugenottenkolonie Berlin. Auch andere Geschwister Susannes wurden Künstler. Sie heiratete 1785 den Prediger Jean Henry, mit welchem sie drei Kinder hatte.

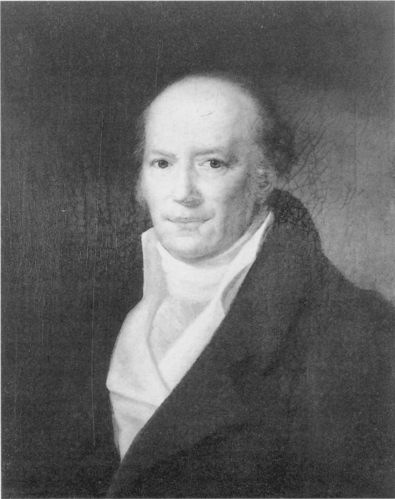
Susanne Henry: Jean Henry

1786 stellte sie erstmals ihre Kunstwerke in der Preußischen Akademie der Künste aus, 1787 nochmals in der dortigen Abteilung „Berliner Künstler“, 1789 wurde sie als Mitglied aufgenommen. Sie malte zunächst vor allem Porträtgemälde in Pastell und Öl, u. a. von Juliane Pappritz (verheiratete) Zelter und Johann Peter Friedrich Ancillon, wandte sich aber ab 1800 moralisierenden Genredarstellungen zu, die erzieherische Intentionen hatten. Ihre Bilderfolgen „Die gute und die schlechte Erziehung der Töchter“ oder „Die Folgen der glücklichen und unglücklichen Ehe“ behandeln positive wie negative Beispiele der Erziehung bzw. des (un)moralischen Lebenswandels und sprechen explizit Frauenthemen an. Weitere Serien von Susanne Henry sind „Der Sonntag von zwei Jahrhunderten“ und „Die Lebensweise verheirateter und unverheirateter Männer“. Das Märkische Museum Berlin besitzt heute mehrere ihrer Werke.

## Werke (Auswahl)
- Selbstbildnis, 1785/86
- Daniel Chodowiecki, Porträt/Kupferstich, 1785/86
- Juliane Pappritz, Porträtgemälde
- Johann Peter Friedrich Ancillon, Porträtgemälde (Jagdschloss Grunewald)
- „Die gute und die schlechte Erziehung der Töchter“, 1800
- „Der Sonntag von zwei Jahrhunderten“, 1806
- „Die Lebensweise verheirateter und unverheirateter Männer“, 1810
- „Die Folgen der glücklichen und unglücklichen Ehe“